# Витаминное
Витаминное — озеро в южной части полуострова Камчатка.

## Основные сведения
Является пресноводным озером Камчатки, его площадь составляет 1,4 км². Имеет продолговатую форму.
Озеро имеет тектоническое происхождение. На восточном берегу находится вулкан Дикий Хребет. Растекаясь в разные стороны, лавовые потоки Дикого Гребня перегородили долины речек и образовали несколько подпруженных озёр — Этамынк, Ульянина (Витаминное).
Питание снеговое и дождевое. Размах колебаний уровня небольшой (наивысшие уровни в мае — июне, низшие — в апреле).
В озеро впадает несколько рек и ручьёв. Вытекает небольшая речушка, впадающая в реку Озерная на севере.
В восточной части озера в 15-20 м от сложенного обесцвеченными породами обрывистого берега выбивается со дна мощная, но низкотемпературная струя газа с сильным запахом сероводорода.
- Код водного объекта 19080000211120000001752[2].